# Mel i mató
El mató amb mel o mel i mató són unes postres senzilles que es preparen tallant un tros de mató (brossat) i afegint-hi mel. Constitueix un dels plats emblemàtics de la cuina catalana o símbols de Catalunya i són una de les postres més populars d'aquest país.
El mató ja apareix al Llibre de Sent Soví (segle XIV) i era molt popular a l'edat mitjana, quan es feia natural o també perfumat, per exemple, amb aigua de flor de taronger.
Apareix a una coneguda nadala medieval que s'ha perpetuat oralment fins als nostres dies: "Què li darem, a n'el noi de la Mare? Què li darem que li sàpiga bo? Panses i figues i nous i olives, panses i figues i mel i mató."
No s'ha de confondre el mató amb unes postres catalanes, semblants a la crema catalana i al menjar blanc, anomenades mató de monja o mató de Pedralbes.